# Эспиноса, Гонсало
Гонсало Алехандро Эспиноса Толедо (исп. Gonzalo Alejandro Espinoza Toledo; 9 апреля 1990 года, Конститусьон) — чилийский футболист, играющий на позиции полузащитника. Ныне выступает за чилийский клуб «Универсидад де Чили».

## Клубная карьера
Гонсало Эспиноса начинал свою карьеру футболиста, выступая за клуб «Барнечеа». Первую половину 2011 года он играл за «Унион Сан-Фелипе». 30 января того же года он дебютировал в чилийской Примере, выйдя в основном составе в домашнем поединке против «О’Хиггинса». На 67-й минуте того же матча Эспиноса забил свой первый гол на высшем уровне. В середине 2011 года он был отдан в аренду аргентинскому «Расингу», а в феврале 2012 года — аргентинскому «Арсеналу».
В сезоне 2013/14 Эспиноса выступал за аргентинский «Олл Бойз». В середине 2014 года он вернулся на родину, подписав контракт с «Универсидад де Чили». С середины августа по конец 2016 года чилиец на правах аренды играл за аргентинский «Патронато». В начале июля 2017 года Эспиноса перешёл в турецкий «Кайсериспор».

## Достижения
«Арсенал Саранди»
- Чемпион Аргентины (1): Кл. 2012
- Обладатель Суперкубка Аргентины (1): 2012

 «Универсидад де Чили»
- Чемпион Чили (2): Ап. 2014, Кл. 2017
- Обладатель Суперкубка Чили (1): 2015
- Обладатель Кубка Чили (1): 2015